# Энтоматада
Энтоматада (исп. Entomatada) — блюдо мексиканской кухни, основой которого является свернутая тортилья с начинкой, обжаренная в масле и вымоченная в томатном соусе с добавлением лука, чеснока, соли, орегано и перцев чили.
Вариантов начинки существует множество, однако наиболее распространенными являются курица, говядина, сыр или бобы. Сверху готовое блюдо также поливается томатным соусом. Часто готовое блюдо приправляют сметаной, тертым сыром и луком. В качестве гарнира обычно подаются рис или пережаренные бобы.
Похожим блюдом является энчилада, однако при её приготовлении обычно не используется томатный соус.